# Microstylum pseudoananthakrishnani
Microstylum pseudoananthakrishnani är en tvåvingeart som beskrevs av Joseph och Parui 1989. Microstylum pseudoananthakrishnani ingår i släktet Microstylum och familjen rovflugor. Inga underarter finns listade i Catalogue of Life.